# Akershus fästning
Akershus fästning är en slotts- och fästningsanläggning belägen i Oslo. Den byggdes ursprungligen som medeltida kungaborg med säte för kungens representanter. Fästningen ligger strategiskt på Akersneset i Oslo. På 1600-talet byggdes borgen om i renässansstil omgiven av en bastionfästning. Den över 700 år gamla borgen har överlevt flera belägringar. Den har dock aldrig erövrats med makt av en fientlig, utländsk armé. Den militära verksamheten avvecklades 1815, för att återupptas i perioden 1820–1850 innan den slutligen togs ur operativ militär drift under perioden 1850–1900. Fästningen gjordes då om till ett militärt högkvarter, officersskola och förläggningsområde. Delar av anläggningen nyttjades också som fängelse och straffarbetsanstalt efter 1820.
Fästningen har fått sitt namn efter gården Aker som ägde näset där borgen byggdes. Namnet är sammansatt av gårdsnamnet (Akr, åker), och hús i betydelsen borg eller kastell. Borgen har givit namn till länet, amtet och fylket Akershus.
Området är fortfarande militärt och den dagliga vakthållningen sköts av Hans Majestet Kongens Garde. Försvarsmuseet, Norges Hjemmefrontmuseum och den nya integrerade ledningen av Försvaret har sina lokaler på Akershus fästning.

## Historik

### Medeltiden 1287–1527
År 1287 angreps Oslo av den upproriska adelsmannen Alv Erlingsson, men den gamla kungsgården kunde inte försvara staden effektivt. Behovet av en starkare försvarsanläggning blev därmed tydligt.
Det är okänt när borgen började byggas, antagligen var det mellan 1299 och 1304 under kung Håkon Magnusson, som också anlade Bohus fästning och Vardøhus fästning. Första gång Akershus nämns i skriftliga källor är 1300, i ett brev från kung Håkon till Mariakyrkan i Oslo. Brevet säger dock inte något om hur långt byggarbetet då hade kommit. 1308 motstod borgen för första gången en belägring. Det var den svenske hertigen Erik Magnusson som belägrade borgen. Belägringen hävdes dock av en lokal norsk bondearmé i slaget vid Oslo 1308. Under 1330-talet gjorde flera norska stormän uppror mot personalunionen med Sverige, och kontrollerade periodvis fästningen. Digerdöden fick inga omedelbara konsekvenser för Akershus fästning. Under 1360- och 1370-talet bodde Håkan Magnusson på Akershus, och han beordrade stora byggarbeten på fästningen.
Åren 1449–1450 belägrades Akershus fästning återigen, denna gång av den svenske kungen Karl Knutsson (Bonde), som gav upp och avbröt belägringen. 1502 intogs Akershus av den norska adelsmannen Knut Alvsson. Denne hade samlat truppskaror från gränstrakterna mot Sverige. Både Akershus och Tunsberghus föll och Alvsson avsatte den danska hövitsmannen Peder Griis. Samma år belägrade skotska legosoldater, i den danska kungens tjänst, Akershus. Denna belägring misslyckades, men efter att ha utskrivit var tredje man på södra delen av Østlandet försökte kungen återvinna kontrollen över Akershus. På väg till fredsförhandlingarna dödades Knut Alvsson av kungens soldater, och på det sättet återvann kungen kontrollen över Akershus.
Den blivande unionskungen Kristian II bodde på Akershus från 1506 till 1512 och då genomfördes större ombyggnationer. Borgen blev på nytt belägrad 1523, denna gången av svenska soldater under Gustav Vasas revolt mot danskarna.

### Renässansslott 1527–1653

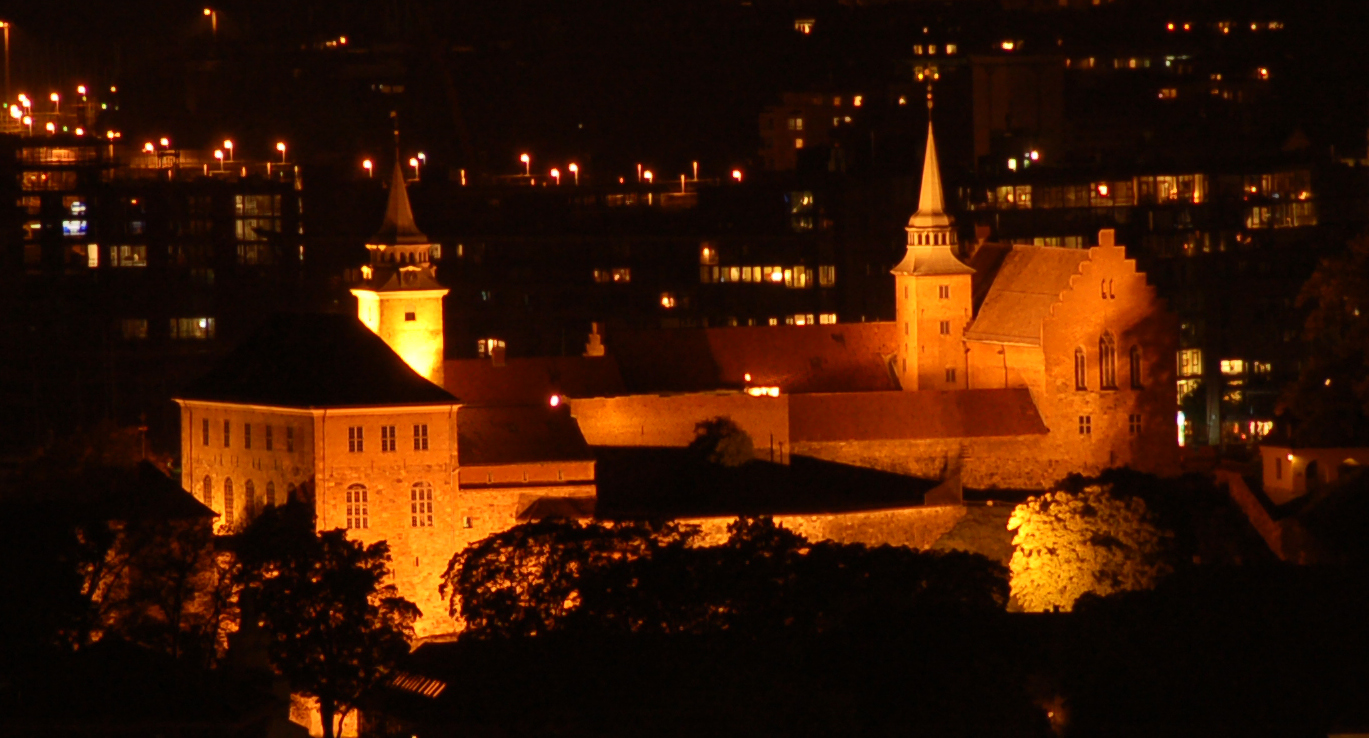
Akershus fästning sett från Ekeberg 16 september 2006 kl 22.00.

År 1527 slog blixten ner och förorsakade stora skador på borgen, speciellt på den inre delen av borgområdet. Detta gjorde att borgen var försvagad när den avsatte kung Kristian II belägrade Akershus mellan 1531 och 1532. Ändå stod borgen emot trycket. Stora delar av fästningens ordinarie besättning var ute på annan tjänstgöring, och endast 20–30 man var kvar i borgen när belägringen började. Detta var dock okänt för den numerärt överlägsne Kristian II då han ingick vapenvila med borgens hövitsman Mogens Gyldenstjerne. I mars året efter hävdes belägringen av styrkor från Danmark och Lübeck. Efter denna belägring förstärkes fästningen. En del av materialet till förstärkningsarbetena hämtades från Hovedøya kloster efter att detta hade raserats sommaren 1532.
Den 21 januari 1532 angrep Gyldenstjerne med sina soldater klostret. Abboten tillfångatogs och klostret plundrades innan byggnaderna stacks i brand. Klosterets bönder blev därefter arrendatorer under länsherren på Akershus slott. Sten från klosterruinerna användes som byggnadsmaterial på Akershus fästning.
Under grevefejden i Danmark (1534–1536) försökte Gustav Vasa att säkra kontrollen över Norge. För att hindra fienden brände Oslos befolkning sina hus och de svenska trupperna drog sig kort därefter tillbaka.
Under ledning av hövitsmannen Peder Hanssøn Litle genomgick fästningen omfattande återuppbyggnad och förändringar åren 1536 till 1551 och 1567, under det nordiska sjuårskriget, belägrades borgen återigen av svenska styrkor.
Under Kristian IV:s regeringstid (1588–1648) utvidgades fästningsområdet väsentligt. Kungens politik baserade sig på en stark militärmakt, och 1593 påbörjade han en omfattande utbyggnad för att följa med i den militärtekniska utvecklingen, särskilt av kanonernas eldkraft. Byggnadsarbetena utfördes efter planer av Hans van Steenwinckel d.ä. Ombyggnaden finansierades dels med en årslång extraskatt på Østlandet och i Agder, dels genom pliktarbete. Plikten omfattade även kvinnor som till exempel fick bära tegelsten. 1604 var den första byggetappen färdig: runt borgen hade nya befästningar (övervallar) rests, efter italienskt mönster, med bastionsystem med stenklädda jordvallar. Andra tillbyggnader genomfördes åren 1616–1646.
Men det var särskilt den radikala ombyggnationen av den gamla medeltidsborgen till ett renässansslott som gav borgen den nya silhuett den har idag. Resterna av det gamla huvudtornet Vågehals revs, och trapptornen Blåtårn och Romerikstårnet restes. Byggnaderna runt borggården gjordes sammanhängande genom om- och tillbyggnad. I den gamla krutkammaren under slottskyrkan inrättades fyra fängelsehålor, varav två fortfarande existerar. Kungens och ståthållarens rum förbättrades och inreddes. Den nya borgen och slottet framstod i sin samtid som en stad i staden.
Kristian IV ville knyta staden (som fortfarande hade samma placering som den gamla medeltidsstaden) och borgen närmare samman. Då Oslo brann 1624 beordrade han att staden skulle återuppföras intill fästningsmurarna. Den nya staden fick namnet Christiania och blev en fästningsstad omgiven av vallar, med Akershus fästning som citadell.

### Fästning 1653–1820
Vid freden i Brömsebro efter Torstensons krig 1643–1645 måste Danmark-Norge avstå de gamla norska landskapen Jämtland och Härjedalen, och efter krigen 1657–1660 även Bohuslän. Dessa förluster och gränsändringar gjorde Akershus fästning ännu viktigare som nationell befästning. Fästningen byggdes därför till ytterligare under ledning av holländaren Isaac van Geelkerck.
Fästningen behöll sina militära funktioner, men användes som tidigare också till kungahyllningar, möten för ständerna och som kunglig bostad.  Efter hand blev emellertid de representativa uppgifterna mindre viktiga, särskilt efter att Norge miste de flesta av sina egna riksinstitutioner vid införandet av absolut monarki 1660. På 1600- och 1700-talet blev de representativa byggnaderna allt mer omoderna och underhållet försummades. Fästningen bibehöll dock sin militära funktion. Det enda civila inslaget i borgen under 1700-talet var den så kallade Overhofretten, en rättsinstans snäppet under högsta domstolen. De militära anläggningarna upprustades mot slutet av 1600-talet och fram till 1750, då de yttre försvarsverken förstärktes. Efter en stadsbrand 1686 revs vallarna runt staden. Samtidigt utvidgades fästningsområdet på bekostnad av stadsbebyggelsen. Stora och kraftigt stenklädda vallar med framskjutande bastioner löpte runt hela fästningen som upptog en nästan lika stor areal som hela staden Christiania.
Den 8 mars 1716 angreps den utvidgade anläggningen för första gången. Den svenska kungen Karl XII anföll då överraskande med 10 000 man. Under stor förvirring lyckades kommendanten, överste Jørgen Christopher von Klenow, samla 3 000 försvarare och höll ut en långvarig belägring till dess att svenskarna till slut retirerade. Den misslyckade belägringen av Akershus fästning bidrog till att Karl XII:s första fälttåg i Norge misslyckades.
Som vid all annan fortifikation gick den militära utvecklingen framåt. Fästningen blev omodern och från cirka 1750 saknade anläggningen militär betydelse. Efter att Norge ingått union med Sverige 1814 avvecklades fästningsfunktionen och delar av de yttre murarna revs.

### Slaveriet och rivningar 1820–1900
Den nya huvudstaden fick nya byggbehov, och fästningen fick en annan funktion efter 1814. Det militära värdet var borta. Anläggningen förföll. De yttre delarna blev till byggtomter för offentliga och privata ändamål. Børsen, Christiania Theater, Norges Bank och Frimurarlogen etablerade sig i utkanten av fästningsområdet. Området användes av stadsbefolkningen som rekreationsområde för promenader, och Akershusstranden blev ett populärt bad- och fiskeområde på sommaren och för skridskoåkning på vintern.
Fästningens många byggnader användes till olika verksamheter, bland annat som lager. Riksarkivet höll till på platsen fram till 1866, med diktaren Henrik Wergeland som första chef. En stor del av fästningen användes som fängelse, i folkmun kallat Slaveriet. Den tidens kriminalvård var en blandning av förvaring för att skydda samhället och moralisk upptuktelse genom hårt arbete. I stället för att avrätta kriminella, blev de satta i tvångsarbete. Slavarna kunde sättas in vid alla slags offentliga arbeten eller hyras ut till privata. Bland de intagna fanns kända förbrytare som utbrytarkungen Gjest Baardsen och mästertjuven Ole Høiland.
På 1800-talet restes flera militära byggnader i området vid parken Kontraskjæret och Festningsplassen: bland annat ridhus, kommendantbostad, militära depåer och kaserner, gymnastiksal, verkstäder och kontorsbyggnader för Försvarsdepartementet och andra verksamheter. De viktigaste arkitekterna under denna period var de invandrade tyska kompanjonerna Heinrich Ernst Schirmer och Wilhelm von Hanno.
Det ökande förfallet och stadens behov av nya tomter ledde till krav på rivning. Målaren och författaren Christian Krohg tillhörde dem som förespråkade rivning. Men mot slutet av 1800-talet ökade uppskattningen av Akershus som historiskt byggnadsminne och åtgärder vidtogs för att hejda förfallet av fästningen.

### Restaureringar och nybyggnationer 1900–nutid

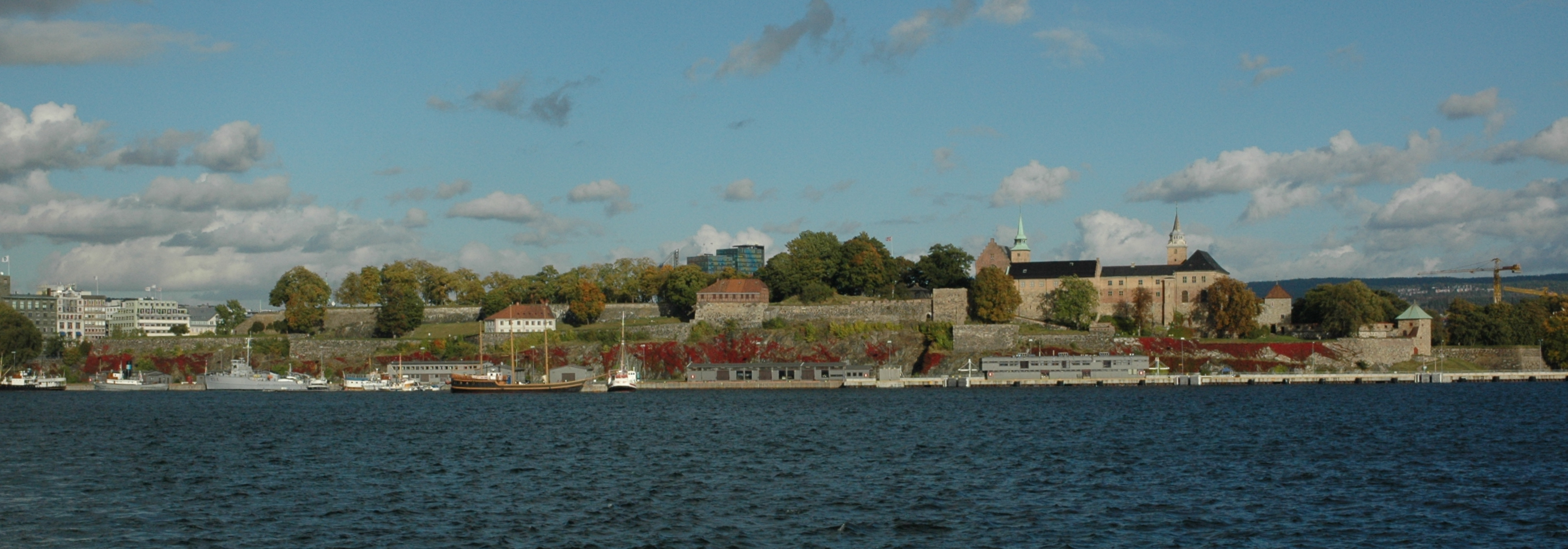
Akershus fästning sedd från väster.

Restaureringsarbetet blev omfattande och pågick från sekelskiftet 1900 och fram till 1960.  Arkitekten Peter Blix lade 1896 fram det första utkastet till restaurering. Blix förslag byggde på historiska undersökningar som professor Gustav Storm hade utfört. En livlig debatt utbröt om principer för restaureringen (vilka tidsepoker som skulle tas tillvara och hur). Debatten handlade också om hur stor den restaurerade anläggningen skulle bli. Tongivande i debatten var konsthistorikern och sedermera riksantikvarien Harry Fett. Denne ansåg att alla tidsåldrars bidrag förtjänade att bli beaktade med tanke på kulturminnesvärdet, inte bara de äldsta delarna från medeltiden.
De första åren inriktades restaureringen på att rätta till grundläggande skador i murar, källare, golv och takkonstruktioner, med andra ord arbeten som inte var så synliga för befolkningen. Här spelade arkitekt Holger Sinding-Larsen en central roll från 1905 till 1925. 1929 övertog Arnstein Arneberg uppdraget som utförande restaureringsarkitekt, i samarbete med bland andra arkitekt Gerhard Fischer. Förnyelse- och restaureringsarbetena fortsatte fram till 1960, med avbrott under krigsåren 1940–1945. 1960 övertog anläggningens konservator, Stephan Tschudi-Madsen ansvaret för fästningen.

#### Representationsbyggnad för norska staten
Den första som i modern tid använde Akershus som ram för officiella statliga begivenheter var Vidkun Quisling. 1 februari 1942 lät han utropa sig till "ministerpresident" genom den så kallade "Statsakten på Akershus". Quisling satt för övrigt fånge på fästningen sommaren och hösten 1945 innan han avrättades den 24 oktober. Quisling arkebuserades av en exekutionspluton på västsidan av fästningsområdet. Platsen har inte märkts ut.
I samband med firandet av kung Håkon VII:s 75-årsdag 1947 gjordes Akershus fästning om till festlokal. I källaren under söderflygeln inreddes det kungliga gravkapellet. Där vilar drottning Maud, kronprinsessan Märtha och kungarna Håkon VII och Olav V. Det mesta av restaureringsarbetet avslutades 1962, men renoveringen av Olavshallen i norra flygeln avslutades först 1976.
Anläggningen har efter restaureringen varit den norska regeringens främsta representationslokal, för markering av jubileer, officiella middagar vid statsbesök och andra viktiga händelser.
I området mot Fästningskajen och Bjørvika färdigställdes i juni 2006 ett nybygge som sammanför en del av den existerande byggnadssmassan från slutet av 1800-talet. Försvarsdepartementet och den nya integrerade ledningen av försvaret har gemensamma lokaler där. De existerande byggnader som ingår i komplexet är den så kallade Skolbyggnaden (byggnad 49), Verkstadsbyggnaden (byggnad 52) och Artilleriets kontorsbyggnad (byggnad 53).

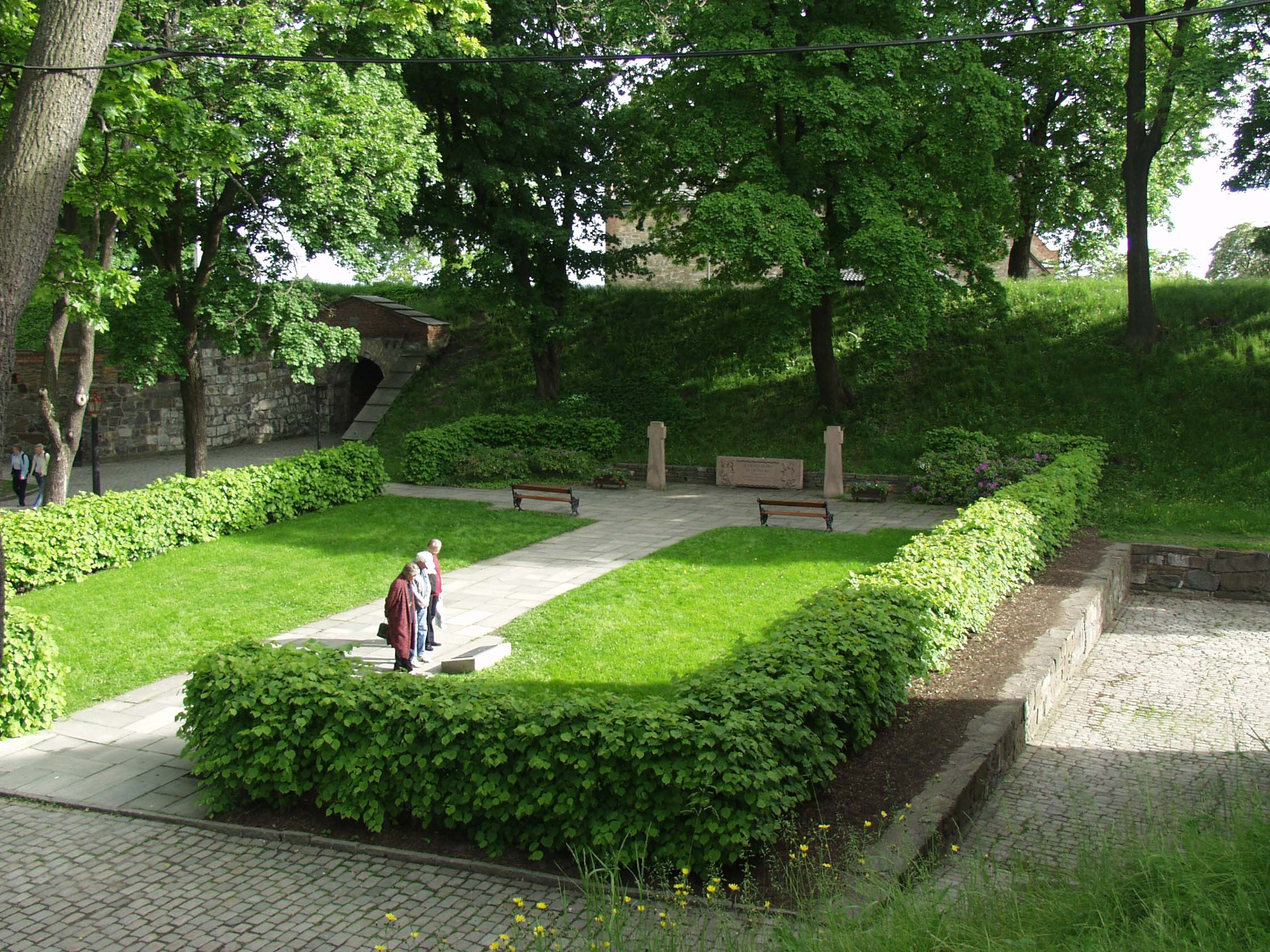
Avrättningsplatsen.

#### Avrättningsplatsen
På exekutionsplatsen på Akershus avrättades 42 norrmän av den tyska ockupationsmakten 9 februari, 10 februari och 17 mars 1945. Den 9 februari avrättades tio norrmän i en repressalieaktion efter att den norska motståndsrörelsen skjutit ihjäl polischef Karl Marthinsen två dagar tidigare.

#### Hjemmefrontmuseet

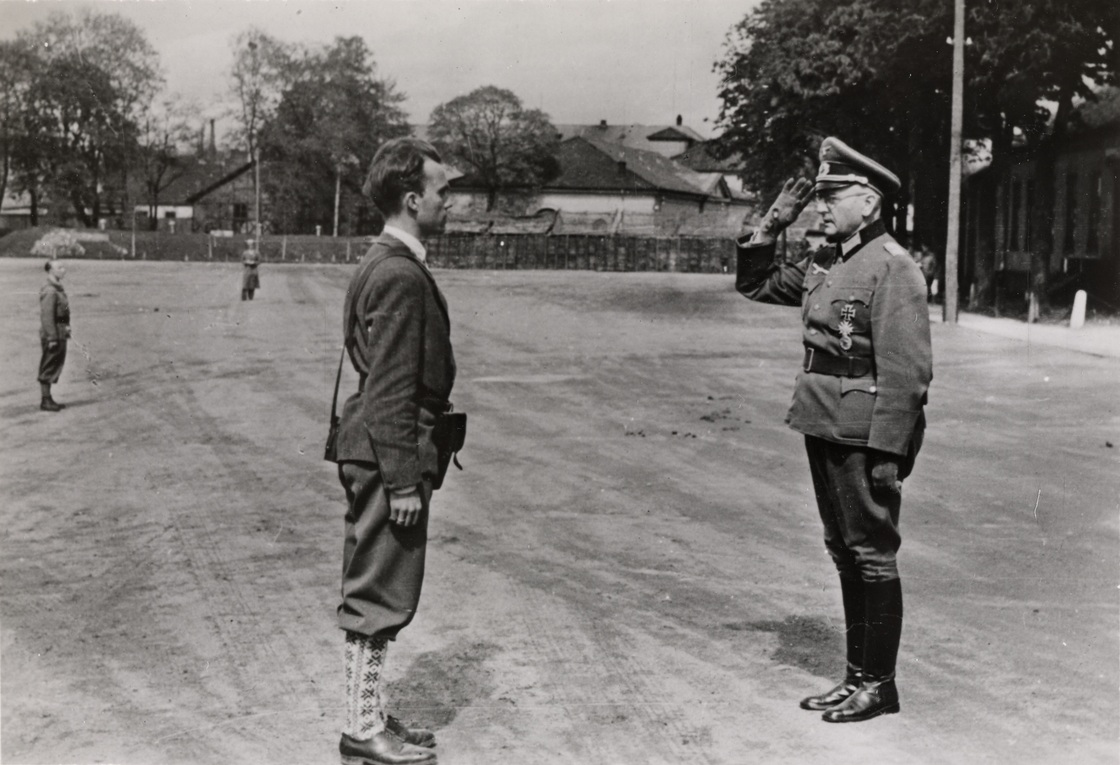
Milorg-fänriken Terje Rollem mottar Akershus fästning från den tyske majoren Josef Nichterlein den 11 maj 1945

Norges Hjemmefrontmuseum är ett museum som täcker historien om ockupationen av Norge under andra världskriget, med särskild uppmärksamhet på Hjemmefrontens verksamhet och villkor. Museet ligger i den byggnad som kallas Det dobbelte batteri og bindingsverkshus från 1600- och 1700-talet.

## Byggnaden
Både själva fästningen och totalt 50 byggnader är byggnadsminnen. Byggnaderna ska bevaras både interiör- och exteriörmässigt. Dessutom har elva byggnader förklarats som byggnadsminnen exteriörmässigt. Ytterligare sju byggnader saknar i sig bevarandevärde men dessa omfattas ändå av generella bestämmelser som handlar om att bevara hela kulturmiljöer.
Nedan följer en uppräkning av de enskilda byggnaderna.

### Medeltidsborg

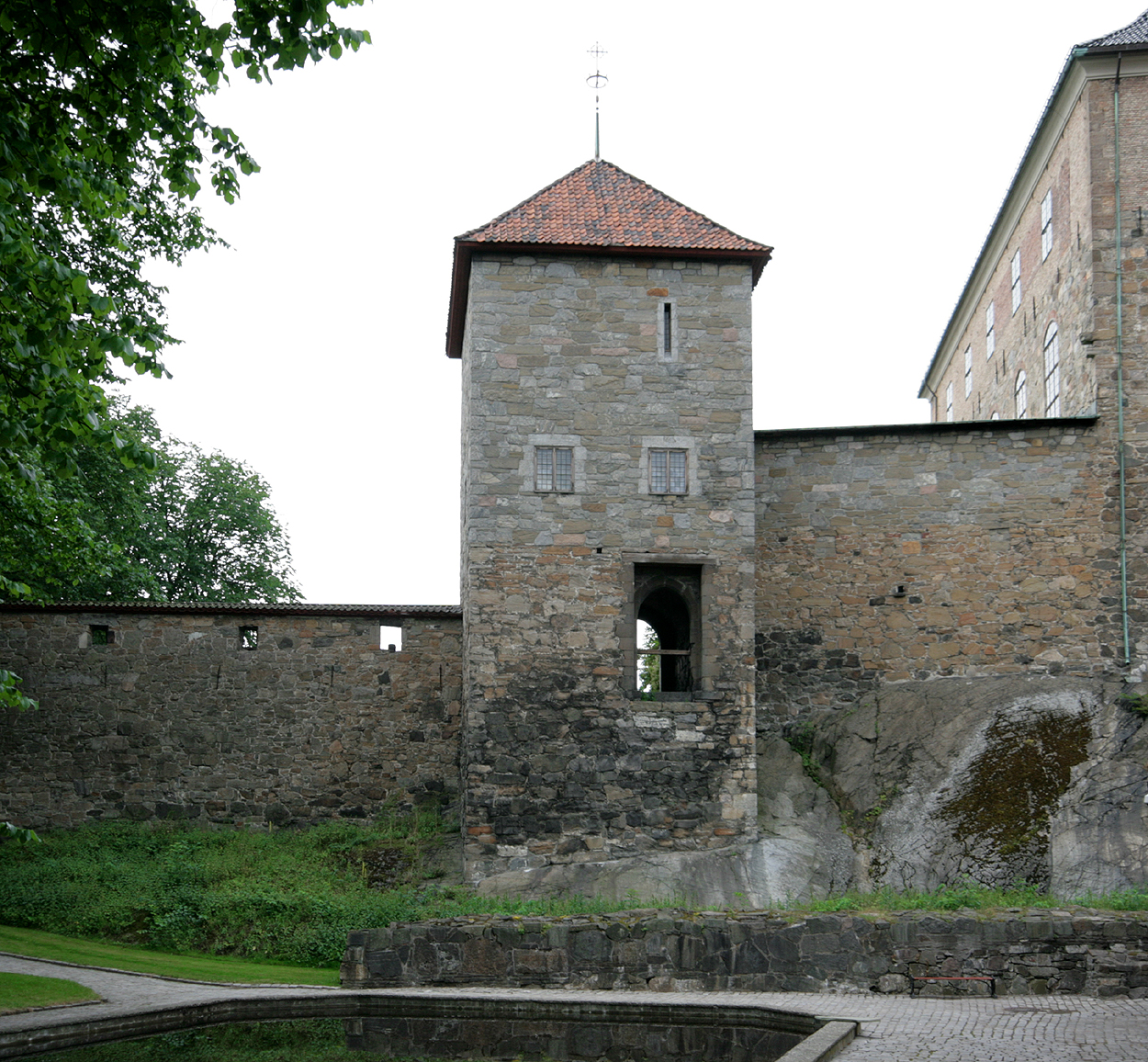
Jomfrutårnet med ingångspartiet från medeltidsborgen.

Prägeln av medeltidsborg är idag i stort sett borta, men stora delar av det inre fästningsområdet härrör från medeltiden. Karaktäristiskt för epoken är sten- och tegelkonstruktioner som förutom en del förbindelsesmurar inkluderar följande:
- Jomfrutårnet var den befästa, yttre porten där rester av fallgrind och fällbro fortfarande existerar.
- Våghalsen var borgens dominerande centraltorn. Tornet är rivet, men på borggården finns markeringar som visar husgrundens läge.
- Kanniktårnet (från senmedeltiden kallat Knutstårnet efter Knut Alvsson) var ett flankeringstorn mot norr. Dagens torn har delvis rests på de gamla murarna.
- Nordfløyen var huvudbyggnaden med officiella rum som hall och kungafamiljens privata rum.
- Sørfløyen hade en kyrka från senmedeltiden.
- Romeriksfløyen innehöll husets driftsfunktioner som kök och andra nyttofunktioner.

Efter ett blixtnedslag och en omfattande brand 1527 skadades stora delar av anläggningen norr om Våghalsen kraftigt, trots det motstod borgen Kristian II:s belägring tre år därefter. Den svenska belägringen 1567 visade att den militärteknologiska utvecklingen höll på att springa ifrån den gamla borgkonstruktionen som i hög grad byggde på principen att befinna sig högre i terrängen än angriparen. Särskilt artilleriets utveckling krävde andra konstruktioner som hindrade en angripare från att närma sig anläggningen.

### Renässansslott

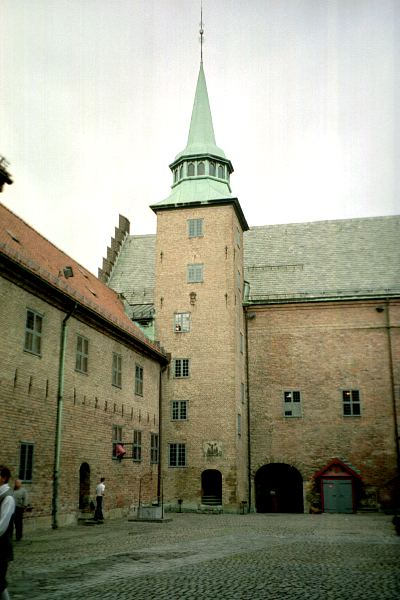
Akershus slott, borggården med Romerikstårnet (i tegel) från 1633 på Nordfløyen. Romeriksfløyen till vänster.

På Kristian IV:s kommando byggdes fästningsområdet om och fick mycket av sitt nutida utseende. Kalksten och tegelsten användes, inte minst i vidareutvecklingen av byggnaderna från medeltidsborgen. Våghalsen och det något mindre försvarstornet Fuglesang revs och hela slottet blev mer öppet och ljusare. Vidare blev hela fästningsområdet kraftigt utvidgat, då militärteknologin krävde bastioner och vallar. Det så kallade italienska bastionssystemet med stenklädda jordvallar anlades åren 1593–1604 och 1616–1646 på den övre fästningsanläggningen.
Bland de byggnader som tillfördes anläggningen under perioden var följande:
- Munktårnet (efter länsherren och ståthållaren Christen Munk) byggdes 1559 som kombinerat kruttorn och porttorn. Det ersatte det tidigare porttornet Jomfrutårnet.
- Blåtårnet (i tegel) på borggården från 1623 fungerade som Sørfløyens trapphus och som kyrkotorn. Tornhättan är täckt av bly.
- Romeriksfløyen fick en extra våning 1633. Däri inrymdes bland annat ett kontor för ståthållaren. Tornbyggnaden Romerikstårnet tillkom samtidigt.
- Sørfløyen restaurerades på 1600-talet och fick då flera representationsrum i stället för den gamla salen i Nordfløyen. Flera av rummen i Sørfløyen kläddes med utskurna paneler, kaminer med ornamentik och takhimlar med stuckatur. Rummen fick nya möbler, målerier och väggtapeter.
- Slottskirken i Sørfløyen ominreddes under 1620-talet för Kristian IV, och senare åren 1738–1742. Kristian IV donerade altartavlan som är gjord av generalbyggmästare E. D. Haüsser.
- Festningsporten byggdes 1653 med en bro från det som idag är Kongens gate till dagens yttre fästningsområde.
- Skarpenords kruttårn,även kallat Store kruttårn, uppfördes 1657 i brottstensmur och tegel i tre våningar och valmat tak.

### Fästningen och nutid

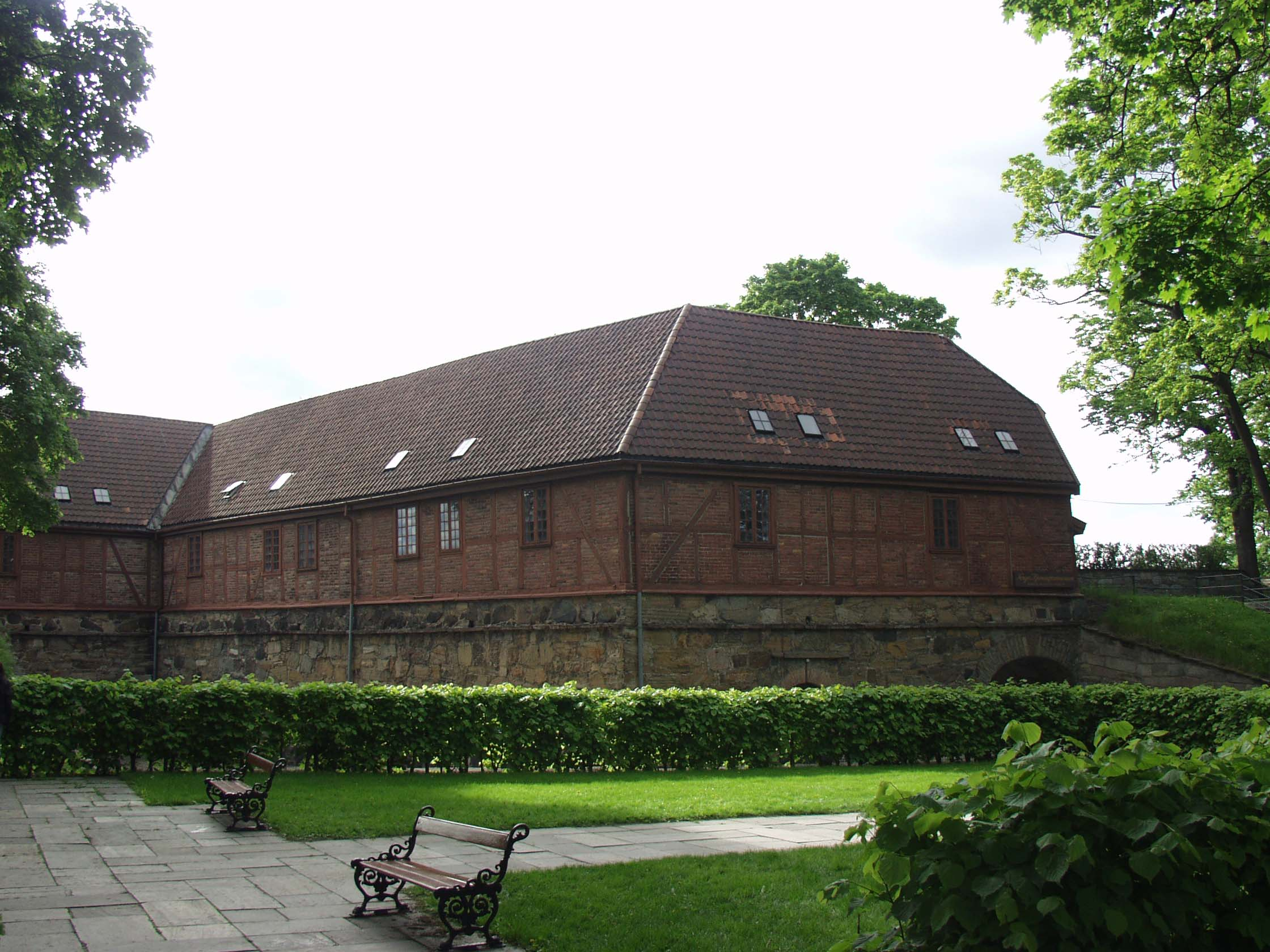
Det dobbelte batteri sett från avrättningsplatsen. Idag hyser byggnaden Hjemmefrontmuseet.

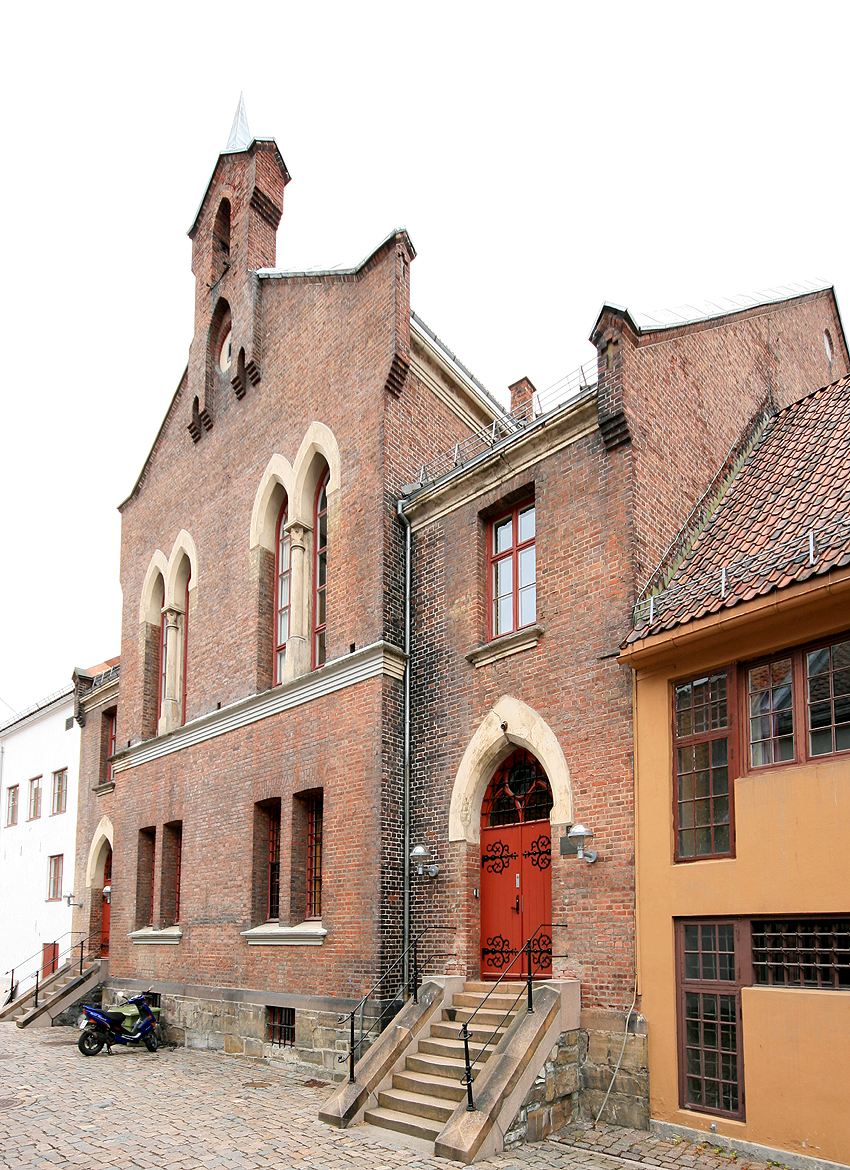
Fängelsekyrka, byggd 1866. Arkitekter: H.E. Schirmer och W. von Hanno. I dag en del av Försvarets skolcenter

Tidigt på 1800-talet bestämdes det att nedre fästningsområdet inte skulle ha någon militär funktion. Det bebyggdes med servicebyggnader:
- Det dobbelte batteri byggdes cirka 1692 i en halvbastion med panelat fackverk (som kunde flyttas i krigstid) med kanonställningar och kasematt. Det byggdes senare om till dagens utseende, med tegel och öppet fackverk.
- Hovedvakten byggdes 1724 på nedre fästningsområdet. Dagens utseende är från 1855.
- Brakker byggdes 1747 på nedre fästningsområdet.
- Corps de Garde är en vaktstuga från 1751 i barockstil.
- Artilleribygningen, eller Det lange, røde hus, i tegel och öppet fackverk byggdes 1774 på det nedre fästningsområdet och är i dag informationscenter.
- Depotbygningen byggdes 1774.
- Gamle kommandantbolig byggdes 1780.
- Gamle ridehus, eller Det kgl. ridehus, byggdes 1828 mot Kontraskjæret i putsat tegel i empirstil. Arkitekt var M. Arentz
- Armeens depot byggdes 1832 mot Kirkegata.
- Sortieporten i murad sten byggdes 1834, mot Kontraskjæret.
- Laboratoriekjøkkenet byggdes 1836.
- Generalintendanturens kontorbygning.
- Kommandantboligen byggdes 1844, och kallades senare General Glads bolig. Den ritades av J.H. Nebelong och är borgaktigt uppförd i putsat tegel med järntorn.
- Vindebroen byggdes över dagens Kongens gate.
- Skolebygningen byggdes 1858 och innehåller idag Försvarets integrerade ledning.
- Arsenalet byggdes åren 1859-1866; arkitekter var H.E. Schirmer och W. von Hanno.
- Gymnastikksalen byggdes 1861; arkitekter var H.E. Schirmer och W. von Hanno (idag Forsvarsmuseet).
- Halmlageret byggdes 1861.
- Verkstedsbygningen byggdes 1861; arkitekter var H.E. Schirmer och W. von Hanno (idag Försvarets integrerade ledning).
- Diverse stallar, kaserner och andra servicebyggnader byggdes under 1890-talet.
- Artilleriets kontorbygning byggdes 1891 (idag Försvarets integrerade ledning).
- Materialskur byggdes 1897.
- Nye ridehus byggdes 1900 på yttre fästningsområdet.
- Ridehuset på Kontraskjæret byggdes 1900.

### Nyare byggnationer

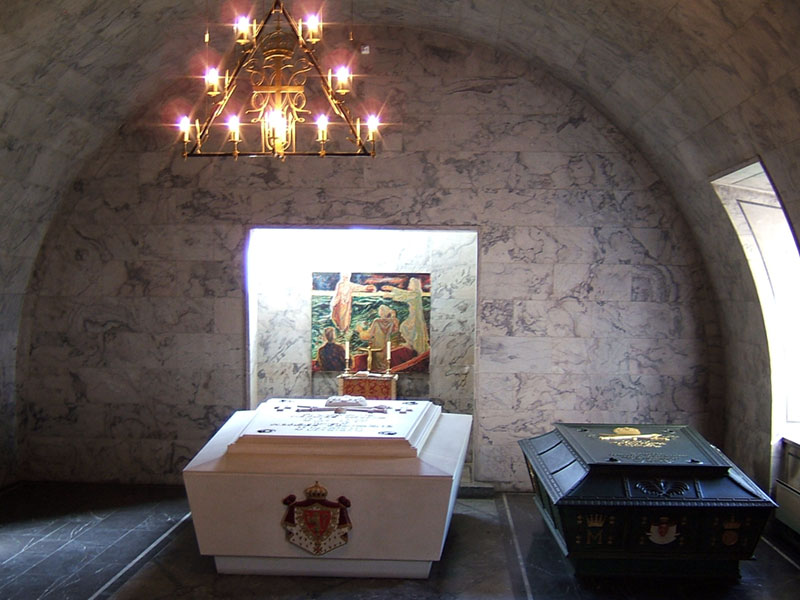
Det kongelige mausoleum. I den vita sarkofagen vilar Håkon VII och Maud, i den gröna vilar Olav V och Märtha.

- Fästningsbron över Kongensgate, ny från 1921.
- Tyskerbrakken från 1940.
- Tillbyggnad till Oslo Militære Samfunn från 1940.
- Det kongelige mausoleum från 1948 mellan Jomfrutårnet och Slottskirken i Sørfløyen.
- Tillbyggnad Ingeniørstallen från 1949.
- Garage från 1970.
- Hovedportens vakt från 1989.
- Byggnad för Försvarets integrerade ledning från 2006.

## Akershus kommendanter
Årtal anger utnämningsår.
- 1629 Ove Gjedde
- 1654 Georg Reichwein
- 1662 Hans Jacob Schort
- 1670 Michael Opitz
- 1676 Frants Eberhard von Speckhan
- 1679 Ejler Jensen Visborg
- 1680 Hans Brostrup Schort
- 1687 Anthony Coucheron
- 1690 Nikolaj de Seve
- 1706 Hans Frederik Legel
- 1708 Ernst Bugislav Waldau
- 1709 Johan Frederik Münnich
- 1711 Nikolaj Sibbern
- 1712 Jørgen Christopher von Klenow
- 1719 Georg von Bertouch
- 1740 Johan Frederik Leben
- 1744 Jonas Bjørnsen
- 1762 Frans Grabow
- 1772 Christopher Frederik Ingenhaeff
- 1774 Hans Jacob Henning Hesselberg
- 1806 Friedrich Gottschalck Maximilian von Haxthausen